# 光穗冰草
光穗冰草（学名：Agropyron cristatum var. pectinatum）为禾本科冰草属下的一个变种。